# Sisselande
Pour les articles homonymes, voir Seyssel.

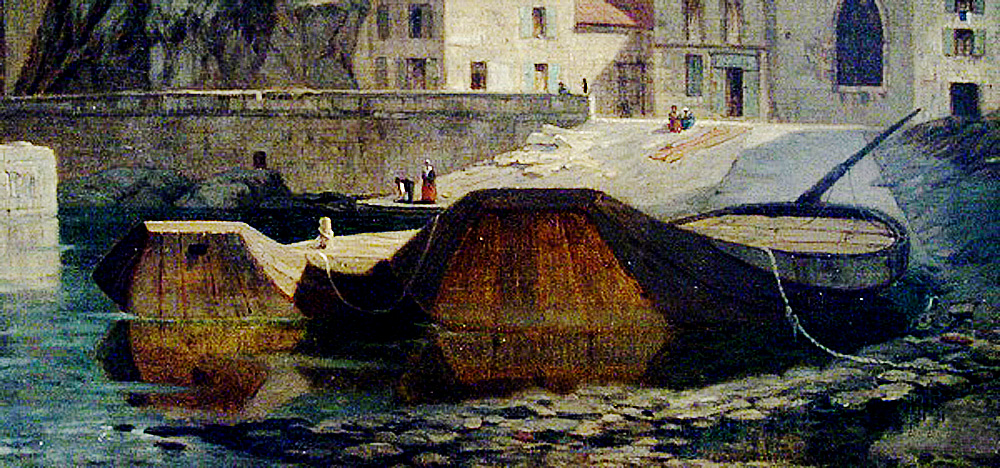
Deux sisselandes en quai à Tournon, tableau de Max Monier de la Sizeranne, Musée de Tournon-sur-Rhône

La sisselande est un type de grand bâtiment fluvial spécifiquement adapté à la navigation sur le Rhône, tout comme la ramberte l'est sur la Loire. Fabriqué à Seyssel, d'où son nom, il a été utilisé du Moyen Âge jusqu'au début du XXe siècle pour transporter des vivres (vin, céréales), des matériaux (pierre de taille, charpente) ainsi que des passagers (troupes, voyageurs). Ce type de bateau pouvait servir indifféremment à descendre ou à remonter le fleuve ainsi que de bac traversier entre les rives droite et gauche.   

## Historique
La sisselande ou seysselande, barque du haut Rhône, est un ancien grand bateau fabriqué à Seyssel, ville qui lui donna son nom. Cette embarcation à fond plat, avec les extrémités relevées, se présentait sous deux types : « La grande sisselande mesurant 40 m de long sur 7,10 m à 7,80 m de large et portait jusqu'à 200 tonnes. La petite sisselande mesurait 25 à 35 m de long sur 5,60 à 7,10 m de large, et transportait jusqu'à 130 tonnes »,.
Cette barque fluviale navigua jusqu’au début du XXe siècle, elle était propulsée avec deux paires d’avirons pour la descente et halée en convoi pour la remonte du Rhône. « Ces barques voyageaient en convois de 5 à 6 bateaux précédés de la barque patronne. C’est elle qui portait l'arbouvier, et l'énorme gouvernail à safran en forme de francisque avec barre franche. ».

## Synonymes
Le nom a varié selon l'usage, la taille ou la forme : savoyarde, penelle, pilavoine, coursier, bateaux de chevaux, barcot, ratamare, sapine ou rigue,. 

## Originalité

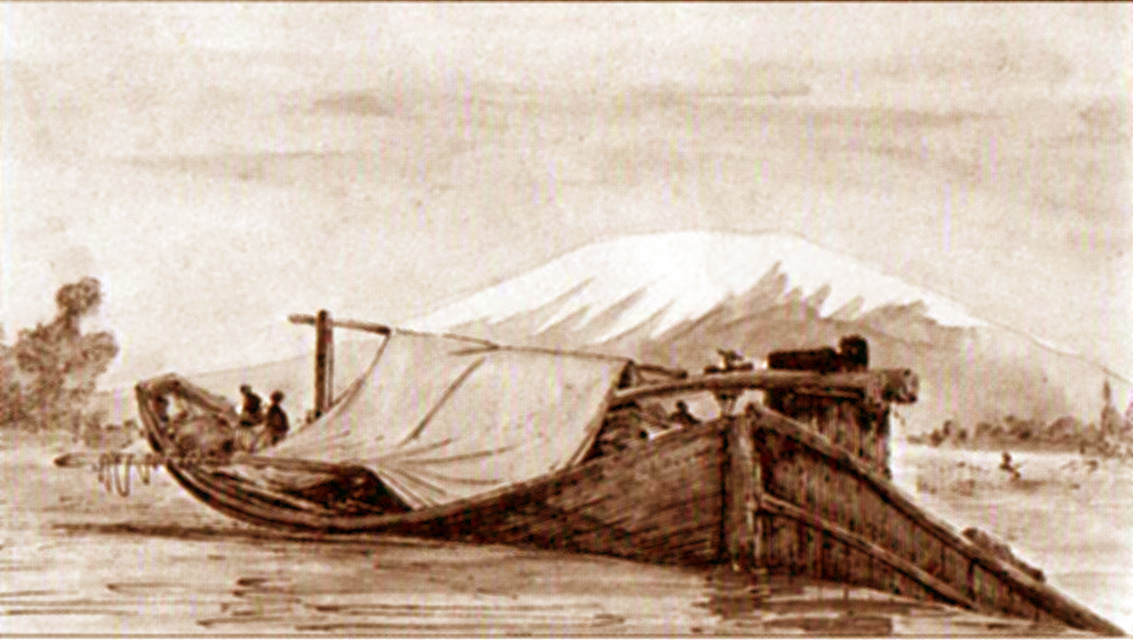
Sisselande sur le Rhône avec en fond le mont Ventoux

Seyssel a toujours été un centre commercial actif car la cité était à cheval sur le fleuve, d'un côté en France et de l'autre en Savoie. À la fin du Moyen-Âge, dans les chantiers de Seyssel et du village voisin d’Artemare, les charpentiers assemblaient, à l'aide de bois flottés descendus du Jura des barques à fond plat. Elles vont constituer le moyen de transport privilégié sur le fleuve. Celles sorties des chantiers d'Artemare, furent nommés ratamares, celles de Seyssel, sisselandes, ce dernier nom prévaudra. 
Le Rhône était difficilement navigable « tant à cause de son fort courant, que de ses fonds irréguliers ou de ses  nombreux passages en tresses ». De plus le cours principal se divisait en multiples branches au tirant d'eau fort aléatoire. Construire des barques adaptées imposait de sévères contraintes aux charpentiers, entre autres le fond plat joint à un assemblage particulièrement robuste. « De plus, il fallait prévoir une armature solide pour pouvoir arrimer efficacement l'arboustier, le petit mât sur lequel était fixé le câble de halage. Enfin, un gouvernail de grande dimension, l'empeinte, devait permettre des manœuvres faciles entre les nombreux écueils. ».

## Usage

### Descente et remontée du fleuve

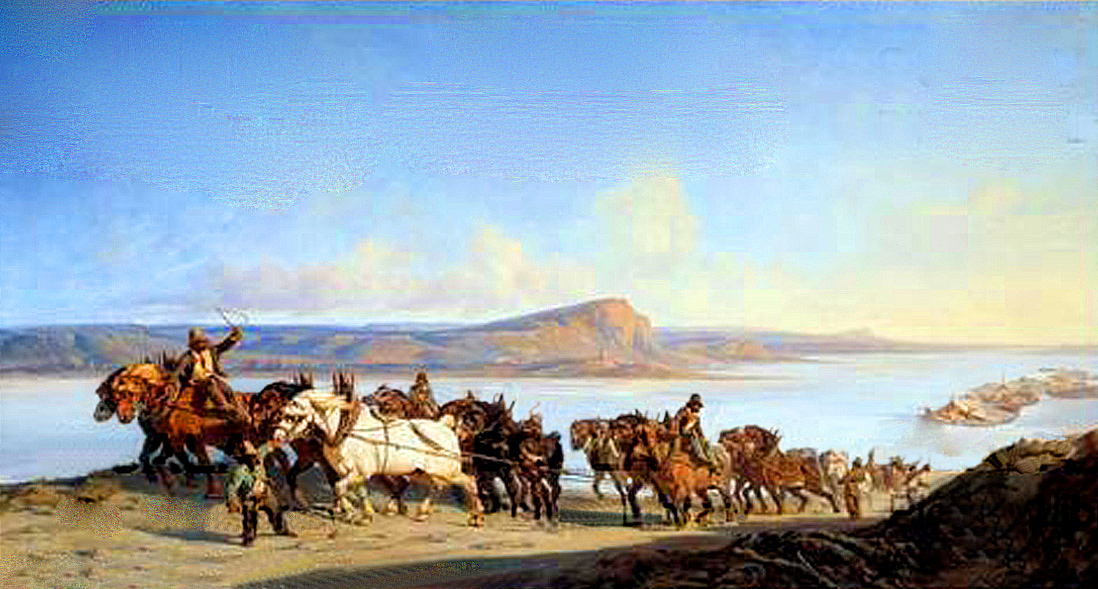
La remontée de bateaux sur le Rhône, en 1843, par Alexandre Dubuisson

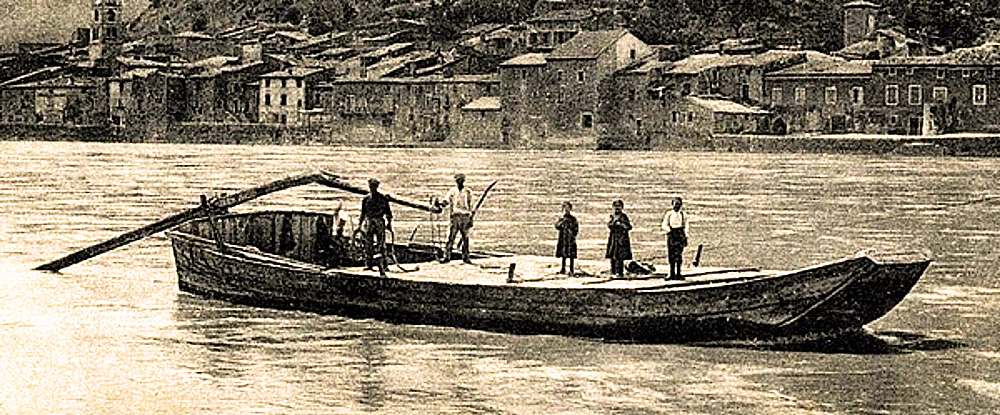
Passage d'une sisselande à Baix vers 1900

Le Rhône, fleuve difficile et dangereux à naviguer, fut pourtant un axe historique de transport fluvial. Mais la dichotomie entre la remontée et la descente restait un énorme handicap.
La descente du fleuve demandait seulement deux journées de navigation ; quant au retour, il nécessitait jusqu'à trois semaines. Pour remonter le courant, les barques devaient être halées par un équipage de chevaux de trait menés par des hommes, les culs de piaux dans le langage des mariniers. En 1338, le péage de Montélimar comptabilisa 188 bateaux descendant contre seulement 22 remontant. 

#### Les péages
André Allix, dans son étude  Le trafic en Dauphiné à la fin du Moyen-Age, a dressé une carte des différents péages à acquitter sur le Rhône. Après celui de Lyon venaient ceux de Saint-Symphorien-d'Ozon, Givors, Vienne, Condrieu, Roussillon, Serrières. Saint-Rambert, Serres, Saint-Vallier, Serves, Tournon et Tain qui étaient face à face. Suivaient ensuite ceux de La Roche-de-Glun, Valence,  Étoile, La Voulte, Baix, Rochemaure, Le Teil, Montélimar, Viviers, Bourg-Saint-Andéol et Pierrelatte
Conséquence de cette pléthore, tout au cours du XVIIIe siècle, on assista à un changement d’importance puisque la Suisse, principal importateur des vins de la vallée du Rhône n’achetait plus que des vins distillés car ils n'étaient pas soumis aux mêmes droits de péage que les vins en remontant le fleuve.

#### Les bateaux à vapeur et le chemin de fer
Les péages supprimés lors de la révolution française, la mise en service des premiers bateaux à vapeur fit connaître à la navigation rhodanienne son apogée dans la première moitié du XIXe siècle. Entre 1814 et 1830, ce furent 250 000 tonnes qui transitèrent par le Rhône, soit un quart du tonnage fluvial en France. En 1840, il s'éleva à 370 000 tonnes. La sisselande continuait encore à transporter, au milieu du XIXe siècle, les pierres, les céréales et le vin. 
Frédéric Mistral, dans son Poème du Rhône, signale que trois types de barques descendaient jusqu'au pont Saint-Bénézet, les sisselandes toujours recouvertes d'une bâche ainsi que les sapines et penelles qu'elles remorquaient derrière elles. La fin du trafic des sisselandes - et bateaux à vapeur - fut définitive lors de la construction de la ligne de chemin de fer unissant Paris-Lyon-Marseille, en 1856. En 1880, le tonnage du trafic fluvial chuta à 173 000 tonnes.

### Bacs traversiers
Le Rhône fut toujours un handicap pour les échanges est-ouest, jouant le rôle d'une frontière entre sa rive gauche et sa rive droite. Au cours du Moyen Âge, en l'absence de pont, il fallut organiser, réglementer, contrôler, tarifer la traversée du fleuve sur le lieu le plus favorable. Ce fut là que se développèrent des agglomérations, favorisant hébergement et négoce. Les bacs traversiers assuraient leur service du lever au coucher du soleil. Chaque embarcadère portait le nom de port. 
Au XIIe siècle, Baix dispose d'un port et d'un bac régulier dont le rôle s'avérera stratégique : au XIVe siècle, le 15 juin 1386, le duc de Berry interdit le passage du Rhône à tout homme armé, et le bac de Baix est surveillé. En 1392 et 1393, le bac est emprunté par des combattants locaux, les communiers de Baix, Châteauneuf-de-Mazenc, Ancône ou Livron, pour leurs expéditions punitives et leurs pillages réciproques. 
« L'un des plus anciens bacs dont l'histoire nous est connue est celui qui reliait Valence, ville épiscopale, rive gauche sous la dépendance du Saint Empire Germanique, à Saint-Péray en Vivarais, comté de Crussol qui, sous la dépendance de Toulouse lors de la création du bac en 1160, deviendra dépendance du royaume de France en 1270, sous le règne de Philippe III le Hardi ». 

Sisselandes servant de bacs à traille sur le Rhône
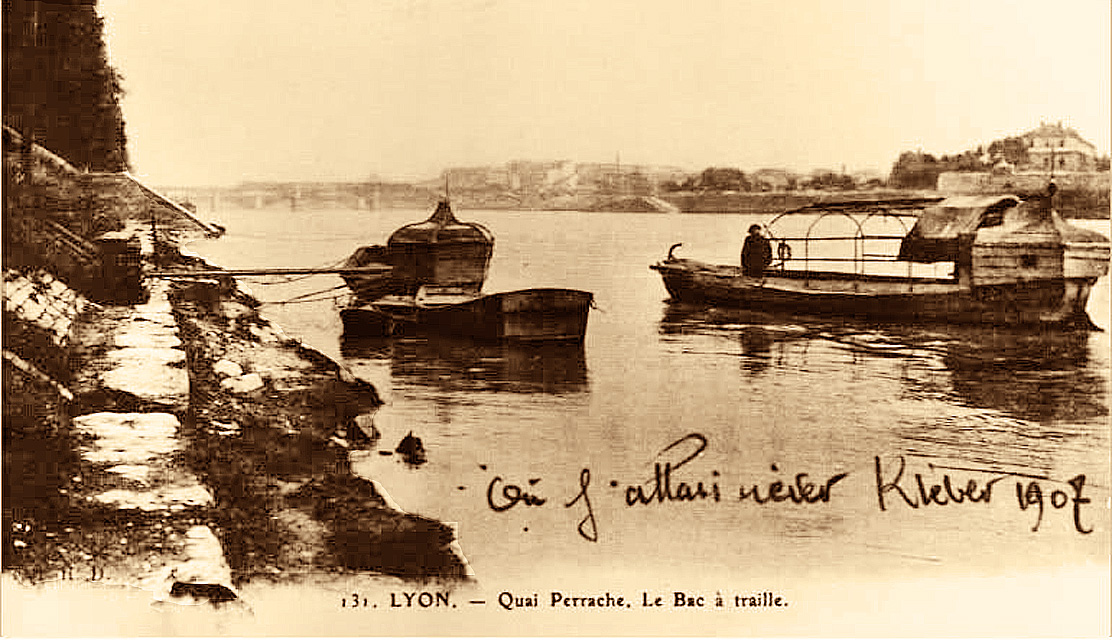
Quai de Perrache à Lyon
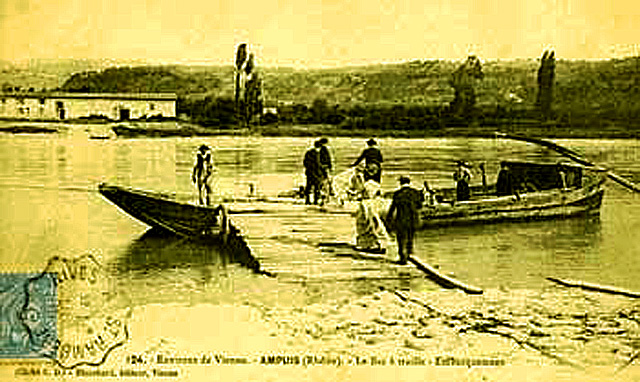
Ampuis
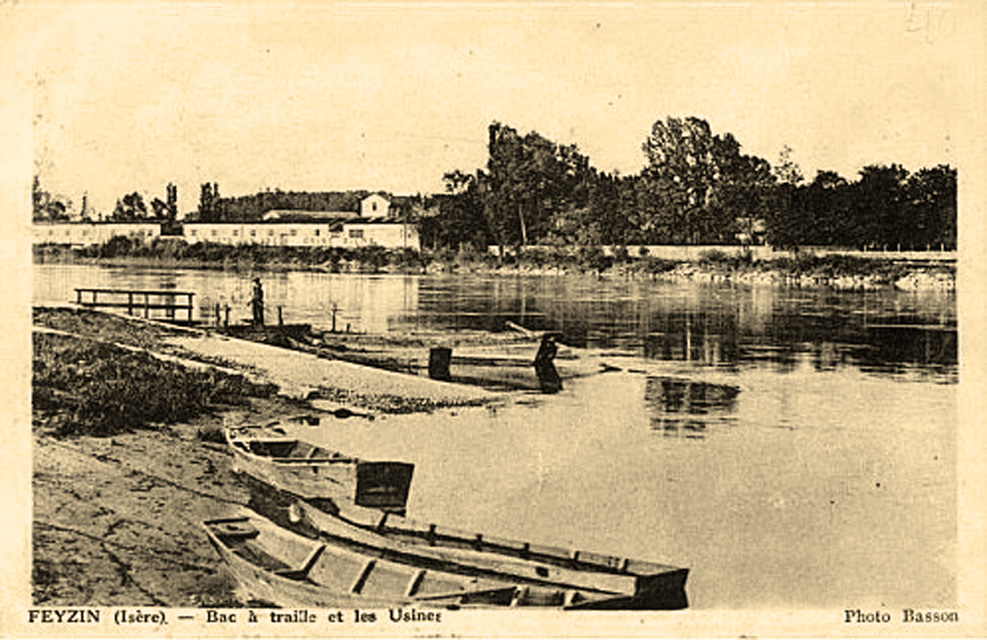
Feyzin
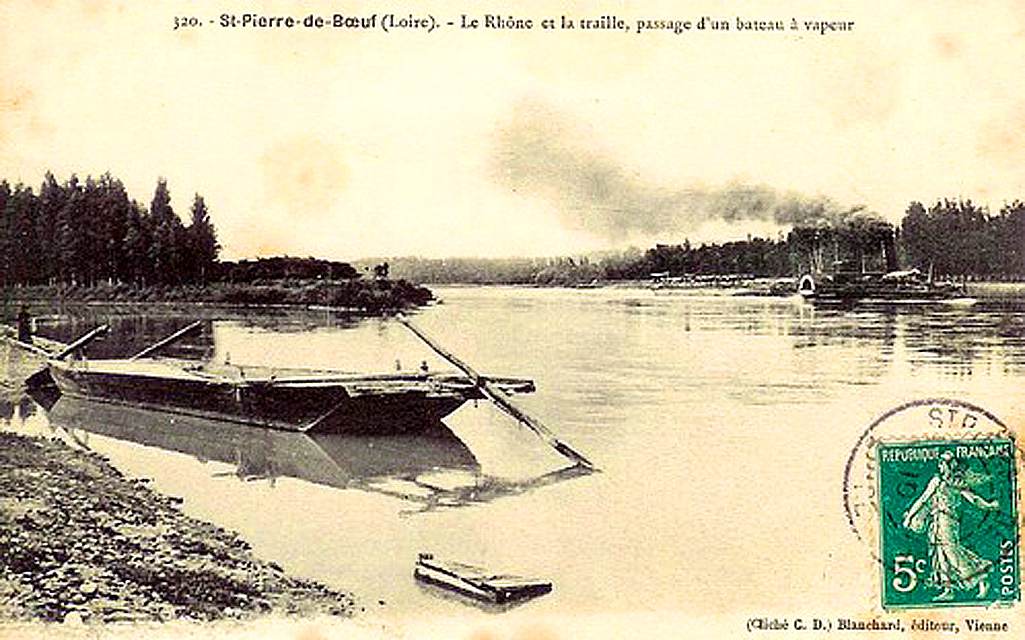
Saint-Pierre-de-Bœuf

Ces bacs, pour fonctionner, utilisaient la traille, un câble tendu de part et d'autre du fleuve et maintenu en hauteur par des pylônes appelés cabres. Le bateau était relié par un autre câble, le traillon, et un système de poulies pouvant se déplacer sur la traille permettait le déplacement.
Le simple fait d’incliner le bac dans le sens du courant permettait de le faire avancer perpendiculairement à celui-ci, et de lui faire traverser le fleuve à la vitesse choisie par le passeur ou pontonnier, au moyen d'une grosse rame grâce à laquelle il pouvait déterminer l'angle entre la traille et le courant. Ce type de bateau à fond plat permettait le transport des piétons, des cavaliers et des véhicules à roues.
Une traille est attestée au XVIe siècle à Baix. Mise en place pendant les guerres de religion, elle assura de 1568 à 1575 le passage des garnisons opposées qui alternaient à Baix. Des baux d'affermage témoignent du fonctionnement de ce bac à traille de 1871 à 1915 puis de 1933 à 1962, date à laquelle il fut supprimé.